# ادکالی
ادکالی (به انگلیسی: Adkalli) یک منطقهٔ مسکونی در هند است که در کارناتاکا واقع شده‌است.